# František Bürger-Bartoš

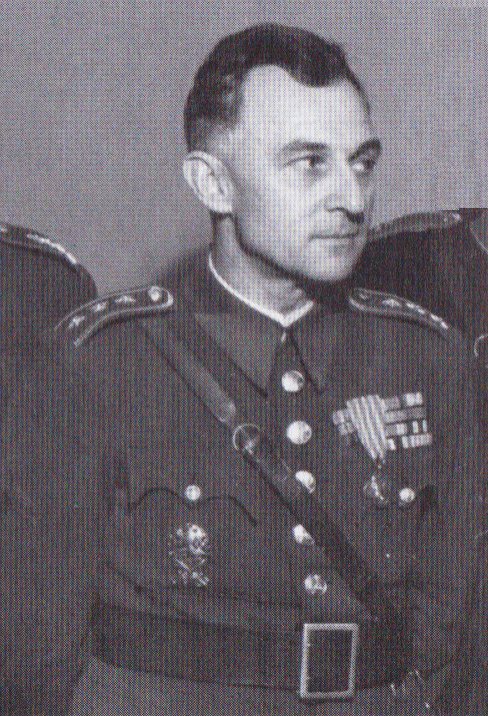
František Bürger-Bartoš (1945)

František Bürger-Bartoš, auch František Bürger (Bartoš) (* 25. November 1898 als František Bürger in Tscheertin, Bezirk Krumau; † 15. Oktober 1964 in Prag), war ein tschechoslowakischer Soldat, Mitglied der Tschechoslowakischen Legionen, in der Zwischenkriegszeit Oberst des Generalstabs, in der Zeit des Protektorats Böhmen und Mähren Teilnehmer des Widerstandes gegen die nationalsozialistische Besetzung, Mitglied der Widerstandsorganisation Obrana národa), bei Kriegsende Organisator und Stabschef des Vojenské velitelství Velké Prahy Bartoš (Militärisches Hauptquartier von Groß-Prag) während des Prager Aufstands im Mai 1945, danach Brigadegeneral; in den 1950er Jahren politischer Gefangener, zum einfachen Soldaten degradiert, im November 1957, nachdem er rehabilitiert wurde, erhielt er seinen Generaldienstgrad zurück.

## Name
František Bürger beteiligte sich während der deutschen Besetzung des Landes am Widerstand und verwendete dabei den Decknamen Bartoš, der zugleich auch von einer von ihm geleiteten illegalen Widerstandsgruppe benutzt wurde. Nach dem Kriegsende nahm er den Decknamen – zusammen mit seiner Ehefrau und zwei Töchtern – als zweiten Teil seines neuen Doppelnamens Bürger-Bartoš offiziell an.

## Leben, militärische Karriere
Bürger-Bartoš besuchte das tschechische Gymnasium in Budweis, vor dem Abschluss wurde er jedoch am 8. Mai 1916 in die Armee von Österreich-Ungarn eingezogen. Bis 1917 diente er an der russischen Front, ab Februar 1917 an der italienischen Front, wo er am 19. August desselben Jahres gefangen genommen wurde. Nach sieben Monaten Gefangenschaft in Sizilien trat er am 12. März 1918 in die Tschechoslowakischen Legionen ein. Im Dezember 1918 verließ er eine Offizierschule in Modena. Nach der Rückkehr in die Tschechoslowakei leitet er als Leutnant eine Abteilung im Polnisch-Tschechoslowakischen Grenzkrieg und in Kämpfen in der Slowakei mit ungarischen Einheiten. 1928/1929 beendete er als Kapitän die Kriegshochschule in Prag, besuchte einen Geheimdienstkurs und erlangte den Dienstgrad eines Oberstleutnants. Er wurde Stabschef der 5. Infanteriedivision und Stabschef des Grenzgebiets 31 in Budweis.
Nach der Besetzung des Landes und Errichtung des Protektorats Böhmen und Mähren ging Bürger nach Prag und wurde Beamter der Rentenabteilung des Finanzministeriums. Zugleich beteiligte er sich sehr aktiv am Widerstand. Er arbeitete mit General Alois Eliáš zusammen und baute innerhalb der Widerstandsgruppe Obrana národa ein nachrichtendienstliches Netz auf, das mehrere Jahre lang von der Gestapo unentdeckt blieb. Nach der Verhaftung des Generals Zdeněk Novák im Juni 1944 begann er selbständig Militäraktionen gegen die Besatzer in Prag vorzubereiten. Er pflegte enge Kontakte zu General Karel Kutlvašr und General František Slunečko. Mit dem Ende des Krieges konzentrierte er sich auf den Aufbau der militärischen Organisation, Vojenské velitelství Velké Prahy Bartoš (Militärhauptquartier Groß-Prag Bartoš), der im Mai 1945 während des Prager Aufstands die militärischen Operationen gegen die Besatzungsmacht leitete und als die bestorganisierte illegale Widerstandsgruppe in Prag bezeichnet wird. Am 5. Mai 1945 nahm er seinen aktiven Dienst wieder auf und war als Stabschef des Militärhauptquartiers des Großraums Prag an der Leitung der Aktivitäten der aufständischen Einheiten – neben Brigadegeneral und Befehlshaber der Aufständischen Kutlvašr – entscheidend beteiligt und koordinierte diese mit anderen Aktionen des Widerstands durch seine Kontakte zum Tschechischen Nationalrat.
Nach der Befreiung des Landes wurde Bürger-Bartoš zum Brigadegeneral befördert und diente zuerst als Stabschef des 1. Armeekorps der neuen tschechoslowakischen Armee. Aufgrund eines steigenden Drucks aus Moskau und seitens der kommunistischen Partei gegen die meisten Hauptakteure des Prager Aufstands wurde Bürger-Bartoš Anfang 1946 in die tschechoslowakische Militärmission bei der Alliierten Kontrollkommission in Budapest geschickt, ein Jahr später als Militärattaché nach Paris. Nach dem Februarumsturz wurde er im September 1948 nach Prag zurückberufen, nach kurzer Zeit als Kommandeur der Kriegshochschule in Prag im Oktober 1949 als „politisch unzuverlässig“ in den „Urlaub“ geschickt. Am 3. Mai 1950 wurde er verhaftet und zu acht Monaten Gefängnis verurteilt sowie gleichzeitig zum einfachen Soldaten degradiert, im Gefängnis jedoch bis zum 3. Januar 1953 weiter in Haft gehalten. Nach seiner Freilassung arbeitete er bei einem staatlichen Verlag in Prag. Im November 1957 sprach ihn der Oberste Gerichtshof von seinen früheren Anklagen frei und gab ihm den Rang eines Generals zurück.

## Auszeichnungen
František Bürger-Bartoš erhielt folgende Auszeichnungen:
- Tschechoslowakische Revolutionsmedaille von 1918
- Interalliierte Siegesmedaille (Tschechoslowakei)
- Kriegsverdienstkreuz (Italien) von 1918
- Tschechoslowakisches Kriegskreuz 1914–1918
- Stern von Rumänien
- Orden der Krone von Rumänien
- Tschechoslowakisches Kriegskreuz 1939

und andere.